# الخط الزمني للحرب الأهلية السورية (يناير–أبريل 2013)
هذه المقالة ترصد الخط الزمنى لأحداث الحرب الأهلية السورية في الفترة الزمنية من كانون الثاني / يناير إلى نيسان / أبريل 2013.

## الخط الزمني

### كانون الثاني / يناير 2013

#### 1 كانون الثاني / يناير
قال الأخضر الإبراهيمي، مبعوث الأمم المتحدة وجامعة الدول العربية، للصحفيين في القاهرة بمصر أن عدد القتلى قد يصل إلى 100 ألف شخص، مما يعني أن عام 2013 سيكون أشد سنوات الحرب فتكا.
في يوم رأس السنة الميلادية، تم اغلاق مطار حلب الدولي أمام حركة الطيران بسبب هجمات قوات المعارضة السورية.
حصل طالب سوري مجهول في كلية الحقوق بجامعة فيرجينيا الغربية في مورجان تاون بولاية فيرجينيا الغربية ووالدته على اللجوء في الولايات المتحدة بمساعدة من الجامعة. بعد أن كانوا يأملون أصلا في العودة إلى سوريا.
بحلول نهاية اليوم أفادت لجان التنسيق المحلية عن مقتل 136 شخصا بينهم 44 في حماة و 42 في ريف دمشق. كما أهمل تقرير لجان التنسيق أي وفاة من الجيش السوري.
انشق نحو أربعين عسكريا، من بينهم لواء في الجيش السوري وثلاثة من الضباط برتبة عقيد وعدد من الضباط وفروا هم وأسرهم إلى تركيا عن طريق الريحانية، إلى محافظة هاتاى، حيث تم نقلهم إلى مخيم للاجئين.
أفادت تقرير صادر عن الأمم المتحدة أن عدد القتلى من الممكن أن يكون كان60.000 شخص بدلا من 45.000 شخص، وإن كان من غير الواضح عدد الأشخاص الذين قتلوا في الحرب.
بحلول نهاية اليوم أفادت لجان التنسيق المحلية أن 207 شخص قد قتلوا، من بينهم 141 في ريف دمشق، من بينهم 47 شخص قد قتلوا عندما أصابت طائرة حربية محطة وقود في المليحة. ووصف الناشط أبو فؤاد أن الحادث أسقر عن قتل ما لا يقل عن 30 جثة «محترقة أو مقطعة». ووقع الانفجار بسبب صاروخ من مقاتلة ميج.

#### 3 كانون الثاني / يناير
وفقا لمجموعة من النشطاء في سوريا، انفجرت سيارة مفخخة في وقت متأخر من يوم الخميس في محطة وقود في دمشق في وسط حي مساكن برزة أحد أحياء الطبقة المتوسطة، مما أسفر عن مقتل تسعة أشخاص على الأقل. وقال التلفزيون السورى حسب ما أفادت قناة الإخبارية الموالية للحكومة السورية أن «الإرهابيين» قتلوا 30 مدنيا على الأقل، على الرغم من عدم وجود أي جهة أعلنت عن مسؤوليتها.
بحلول نهاية اليوم أفادت لجان التنسيق المحلية عن مقتل 170 شخصا بينهم 74 في ضواحي دمشق. كما أهمل تقرير لجان التنسيق أي وفاة من الجيش السوري.
أفاد تقرير صادر عن الأمم المتحدة مقتل أكثر من 210 شخص، من بينهم 101 مدنيا. ولقى 52 من المسلحين مصرعهم، بمن فيهم ضابط منشق. وأفاد المرصد السوري لحقوق الإنسان أن 5 من المقاتلين الأجانب قتلوا في القتال (2 ليبيين وفلسطيني وتركي وسعودي).
شهد ريف دمشق اشتباكات مستمرة، حيث قتل 45 مدنيا و 15 مسلحا من قوات المعارضة.

#### 4 كانون الثاني / يناير - جمعة «حمص تدعو الثوار»
بدأ حلف الناتو نشر صواريخ باتريوت للدفاع الجوى في تركيا. وكانت بطاريات القيادة الأوروبية الأمريكية أول من تتم شحنها إلى جنوب تركيا حيث تم نشر الصواريخ في قاعدة انجرليك.
بحلول نهاية اليوم أفادت لجان التنسيق المحلية عن مقتل 129 شخصا، بينهم 70 في ريف دمشق. كما أهمل تقرير لجان التنسيق أي وفاة من الجيش السوري.

#### 5 كانون الثاني / يناير
تم الإبلاغ عن وقوع اشتباكات في شرق مدينة دير الزور حول مبنى الخدمات الفنية الذي استولت عليه قوات المعارضة السورية مؤخرا بعد أن قتلوا وأصابوا عدد من جنود الجيش السورى وأخذوا عددا آخر من الرهائن. وأبلغ عن مزيد من القتال بالقرب من مبنى المخابرات الجوية في حلب، في حين أفيد عن وقوع قصف في بلدة حريتان في ضواحي المدينة. وفي الوقت نفسه، في وسط محافظة حمص، وقال ناشطون أن القوات الحكومية قصفت مدينة الرستن التي يسيطر عليها المسلحون والمزارع المحيطة بحي باب عمرو في مدينة حمص.
بحلول نهاية اليوم أعلنت لجان التنسيق المحلية عن مقتل 79 شخصا بينهم 35 في ريف دمشق. وذكرت شبكة سي إن إن أن قوات الجيش السوري الحر سيطرت على 70٪ من مطار تفتناز العسكرى. كما أهمل تقرير لجان التنسيق أي وفاة من الجيش السوري.

#### 6 كانون الثاني / يناير
أعلنت إسرائيل أنها ستبنى سورا يبلغ ارتفاعه خمسة أمتار على الحدود الإسرائيلية السورية.
بحلول نهاية اليوم أعلنت لجان التنسيق المحلية عن مقتل 101 شخصا بينهم 28 في ريف دمشق. كما أهمل تقرير لجان التنسيق أي وفاة من الجيش السوري.

#### 7 كانون الثاني / يناير
أعلنت لجان التنسيق المحلية عن مقتل 72 شخصا بينهم 29 في حلب و 26 في ريف دمشق. كما أهمل تقرير لجان التنسيق أي وفاة من الجيش السوري.

#### 8 كانون الثاني / يناير
اندلعت أعمال شغب في مخيم الزعترى للاجئين السوريين في الأردن.
بحلول نهاية اليوم أعلنت لجان التنسيق المحلية أن 118 مدنيا قتلوا بنهاية اليوم، منهم 35 مدنيا في ضواحي دمشق. وأفادت اللجان أن أكثر من 70 مدنيا أعدموا على أيدي الجيش السوري في بلدة المسطومة جنوب مدينة إدلب. كما أهمل تقرير لجان التنسيق أي وفاة من الجيش السوري.

#### 9 كانون الثاني / يناير
أعلنت قوات من المعارضة السورية بقيادة جبهة النصرة وأحرار الشام، الاستيلاء على قاعدة تفتناز الجوية، وأنهم توغلوا في القاعدة، وتم تدمير أو إتلاف تسع طائرات هليكوبتر على الأقل. كما أهمل تقرير لجان التنسيق أي وفاة من الجيش السوري
بحلول نهاية اليوم أعلنت لجان التنسيق المحلية أن 92 شخصا قتلوا، من بينهم 29 شخصا في ضواحي دمشق. كما أهمل تقرير لجان التنسيق أي وفاة من الجيش السورى

#### 10 كانون الثاني / يناير
بحلول نهاية اليوم أعلنت لجان التنسيق المحلية أن 46 شخصا قتلوا، بينهم 22 في ضواحي دمشق. كما أهمل تقرير لجان التنسيق أي وفاة من الجيش السوري.

#### 11 كانون الثاني / يناير - «جمعة معسكرات الموت»[33]
وسط تقارير تفيد بأن بلاده كانت تطرد اللاجئين الفلسطينيين، ذكر رئيس الوزراء الأردني عبد الله النسور أن قبول اللاجئين لن يشجع إسرائيل إلا على ترحيل المزيد من الناس.
بحلول نهاية اليوم أعلنت لجان التنسيق المحلية عن مقتل 101 شخصا، بينهم 40 في مدينى الهول والحسكة و 17 في حلب. كما أهمل تقرير لجان التنسيق أي وفاة من الجيش السوري.

#### 13 كانون الثاني / يناير
قصفت المقاتلات السورية المناطق التي يسيطر عليها المسلحون في ضواحي دمشق. وقتل ما لا يقل عن 36 شخصا، من بينهم 14 طفلا. كما أهمل تقرير لجان التنسيق أي وفاة من الجيش السورى.
بحلول نهاية اليوم أعلنت لجان التنسيق المحلية أن 141 شخص قد قتلوا، من بينهم 51 في ضواحي دمشق. كما أهمل تقرير لجان التنسيق أي وفاة من الجيش السوري. كما أهمل تقرير لجان التنسيق أي وفاة من الجيش السورى

#### 14 كانون الثاني / يناير
بحلول نهاية اليوم أعلنت لجان التنسيق المحلية أن 151 شخص قد قتلوا، من بينهم 74 في ضواحي دمشق. كما أهمل تقرير لجان التنسيق أي وفاة من الجيش السوري.

#### 15 كانون الثاني / يناير
انفجرت قنبلتان أمام حرم جامعة حلب مما اسفر عن مصرع 52 شخصا واصابة 150 اخرين. ومن بين القتلى طلاب الجامعة والمدنيين الذين يقيمون في المساكن الجامعية بعد نزوحهم بسبب القتال. ويتهم مقاتلو المعارضة والحكومة السورية بعضهم البعض بالحادث. وارتفع عدد القتلى في وقت لاحق إلى 87.
بحلول نهاية اليوم أعلنت لجان التنسيق المحلية عن مقتل 237 شخصا، من بينهم نحو 100 في حلب و 65 في حمص والحولة. كما أهمل تقرير لجان التنسيق أي وفاة من الجيش السوري.

#### 16 كانون الثاني / يناير[42]
وقعت مذبحة في قرية الحسوية في وسط سوريا. واحتجزت القوات السورية القوات الموالية للأسد مسؤولة في أحد منظمات حقوق الانسان، في حين قال مراسل إيه تي في نيوز أن بعض السكان المحليين قد نسبوا اللوم إلى الارهابيين، وخاصة مقاتلي جبهة النصرة، ولكن كان من المستحيل عليه أن ينسب أي مسؤولية محددة عما شاهده وسمعه. بيل نيلي: «لم أر أي مسلحين متمردين، رأيت عشرات الجنود السوريين، كانوا يترددون في السماح لنا بالدخول إلى القرية لأنهم قالوا إن هناك قناصة، بالضبط ما حدث لم أستطع إثباته».
انفجرت ثلاث سيارات مفخخة في وقت واحد ما لا يقل عن 24 شخصا من محافظة إدلب. وتشير وثيقة مسربة من وزارة الخارجية الأمريكية إلى أن الحكومة السورية استخدمت في 23 كانون الأول / ديسمبر 2012 شكلا من أشكال غاز الأعصاب في هجوم على مدينة حمص، مما أدى إلى وفاة 5 أشخاص. وقد تم استبعاد الغاز المسيل للدموع كسبب ويعتقد أن العنصر 15 هو المستخدم.
بحلول نهاية اليوم أعلنت لجان التنسيق المحلية أن 183 شخصا قتلوا، بينهم 50 في ريف دمشق. كما أهمل تقرير لجان التنسيق أي وفاة من الجيش السوري.

#### 17 كانون الثاني / يناير
اتهم فارس شهابي رئيس اتحاد غرف الصناعة السورية الحكومة التركية بالتورط في سرقة معدات من مصانع عديدة في منطقة حلب. وأبلغ عن هذه الادعاءات في رسائل إلى رئيس مجلس الأمن والأمين العام للأمم المتحدة، مشيرا إلى أن عمليات السطو كانت قد تمت بمعرفة تامة بالحكومة التركية. بحلول نهاية اليوم أعلنت لجان التنسيق المحلية عن مقتل 159 شخصا، بينهم 96 في ريف دمشق. كما أهمل تقرير لجان التنسيق أي وفاة من الجيش السوري.

#### 18 كانون الثاني / يناير - جمعة «جامعة حلب، هندسة الشهادة»[50]
وقعت اشتباكات عنيفة بين الأكراد والمتطرفين في مدينة رأس العين وأكد المرصد السورى لحقوق الانسان مقتل إيف ديباي، وهو صحفي بلجيكي فرنسي في حلب، يزعم أنه قتل على يد قناص حكومي. ومقتل محمد حوراني، وهو صحفي آخر، على يد قناص حكومي في محافظة درعا أثناء عمله في قناة الجزيرة، وأطلق عليه النار ثلاث مرات.
بحلول نهاية اليوم أعلنت لجان التنسيق المحلية عن مقتل عدد من الأشخاص، من بينهم 75 في ضواحي دمشق. كما أهمل تقرير لجان التنسيق أي وفاة من الجيش السوري.

#### 19 كانون الثاني / يناير
قام أحد الطيارين السوريين المنشقين بشن غارات جوية على مواقع للقوات الحكومية السورية في منطقة خارج دمشق، كما ادعت القيادة العسكرية المعارضة في دمشق. وبحلول نهاية اليوم أعلنت لجان التنسيق المحلية عن مقتل 136 شخصا، بينهم 47 في ريف دمشق. كما أهمل تقرير لجان التنسيق أي وفاة من الجيش السوري.

#### 20 كانون الثاني / يناير
بحلول نهاية اليوم أعلنت لجان التنسيق المحلية عن مقتل 132 شخصا، بينهم 50 في ضواحي دمشق. كما أهمل تقرير لجان التنسيق أي وفاة من الجيش السوري.

#### 21 كانون الثاني / يناير
بحلول نهاية اليوم أعلنت لجان التنسيق المحلية عن مقتل 110 أشخاص، بينهم 31 في حلب و 26 في ريف دمشق. كما أهمل تقرير لجان التنسيق أي وفاة من الجيش السوري.

#### 22 كانون الثاني / يناير
بحلول نهاية اليوم أعلنت الحكومة الروسية انها سوف ترسل طائرتين لاخلاء حوالى 100 مواطن روسي من سوريا. وتقوم روسيا أيضا بأكبر تدريبات بحرية منذ سقوط الاتحاد السوفييتي في عام 1991 قبالة الساحل السوري في البحر الأبيض المتوسط والبحر الأسود.
بحلول نهاية اليوم أعلنت لجان التنسيق المحلية عن مقتل 164 شخصا، بينهم 71 في ريف دمشق. كما أهمل تقرير لجان التنسيق أي وفاة من الجيش السوري.

#### 23 كانون الثاني / يناير
غادر 77 من المواطنون الروس سوريا، غير أن وزير الخارجية الروسي سيرغي لافروف نفى أن يكون لدى روسيا أي خطط لإجلاء جماعي لمواطنيها من سوريا. فقط حوالي 1000 روسي في سوريا اتصلوا بالسفارة ليطلبوا مغادرة سوريا.
بحلول نهاية اليوم أعلنت لجان التنسيق المحلية عن مقتل 146 شخصا، بينهم 74 في حلب و 23 في ريف دمشق. كما أهمل تقرير لجان التنسيق أي وفاة من الجيش السوري.

#### 24 كانون الثاني / يناير
أعلن يقول الأردن أن 20.000 لاجئ قد فروا من سوريا إلى الأردن في الأيام السبعة الماضية.
بحلول نهاية اليوم أعلنت لجان التنسيق المحلية عن مقتل 116 شخصا، بينهم 42 في ضواحي دمشق. كما أهمل تقرير لجان التنسيق أي وفاة من الجيش السوري.

#### 25 كانون الثاني / يناير
بحلول نهاية اليوم أعلنت لجان التنسيق المحلية عن مقتل 117 شخصا، بينهم 31 في ريف دمشق. كما أهمل تقرير لجان التنسيق أي وفاة من الجيش السوري.

#### 26 كانون الثاني / يناير
بحلول نهاية اليوم أعلنت لجان التنسيق المحلية عن مقتل 129 شخصا، بينهم 44 في حلب و 40 في ريف دمشق. كما أهمل تقرير لجان التنسيق أي وفاة من الجيش السوري.

#### 27 كانون الثاني / يناير
نشر الجيش الإسرائيلي نظام القبة الحديدية على حدودها الشمالية مع سوريا. ويأتي هذا في أعقاب إعلان في أوائل كانون الثاني / يناير أن الجيش الإسرائيلي سيبني سياج أمني على طول حدوده مع سوريا. وتنظر إسرائيل أيضا في إمكانية شن ضربة وقائية لمنع سقوط مخزونات الأسلحة الكيميائية السورية في أيدي حزب الله. ونقلت الصحيفة عن رئيس الوزراء الروسي ديمتري ميدفيديف قوله «اعتقد انه مع كل يوم وكل اسبوع وكل شهر تتزايد فرص الحفاظ على بقاء الأسد في السلطة تصبح أصغر وأصغر». أعلنت لجان التنسيق المحلية عن مقتل 106 أشخاص، من بينهم 41 في ريف دمشق. كما أهمل تقرير لجان التنسيق أي وفاة من الجيش السوري.

#### 28 كانون الثاني / يناير
بحلول نهاية اليوم أعلنت لجان التنسيق المحلية عن مقتل 129 شخصا، بينهم 33 في ضواحي دمشق. كما أهمل تقرير لجان التنسيق أي وفاة من الجيش السوري.

#### 29 كانون الثاني / يناير
تم العثور عن ما لا يقل عن 80 جثة من الشباب والفتيان في نهر قويق في منطقة حلب. وقد أعدم الضحايا برصاصة واحدة في الرأس أو العنق. ولا تزال هويتهم مجهولة، ويتهم كلا من طرفي النزاع بعضهما البعض بالمذبحة، حيث يتدفق النهر عبر مناطق تسيطر عليها جماعات متعارضة مختلفة.
بحلول نهاية اليوم أعلنت لجان التنسيق المحلية عن مقتل 229 شخصا على يد الجيش السوري بينهم 118 في حلب بينهم 80 من بستان القصر. كما أهمل تقرير لجان التنسيق أي وفاة من الجيش السوري.
وأفاد تقرير عن وفاة حوالي 230 شخصا؛ و 72 مدنيا، و 73 رجلا تم اعدامهم، و 39 من قوات المعارضة السورية، و 41 جندي من الجيش السورى.

#### 30 كانون الثاني / يناير
أعلنت مصادر حكومية أمريكية لوكالة أسوشييتد برس إنهم يعتقدون أنه تم إرسال بطارية من طراز سام-7 إلى حزب الله في قافلة أسلحة.
بحلول نهاية اليوم أعلنت لجان التنسيق المحلية أن 144 شخصا قتلوا، من بينهم 42 في ضواحي دمشق. كما أهمل تقرير لجان التنسيق أي وفاة من الجيش السوري.

#### 31 كانون الثاني / يناير
بحلول نهاية اليوم أعلنت لجان التنسيق المحلية أن 105 أشخاص قتلوا، من بينهم 58 في ضواحي دمشق. كما أهمل تقرير لجان التنسيق أي وفاة من الجيش السوري.

### شباط / فبراير 2013
بناء على المعلومات الاستخبارية قامت وحدات من الجيش السوري بشن هجمات عنيفة على أطراف مدينة دمشق. وتزعم الحكومة أن لديها معلومات استخباراتية تفيد بأن المسلحين كانوا على وشك شن هجوم واسع النطاق على المؤسسات الحكومية في العاصمة.
بحلول نهاية اليوم أعلنت لجان التنسيق المحلية عن مقتل 94 شخصا، بينهم 34 في ضواحي دمشق. كما أهمل تقرير لجان التنسيق أي وفاة من الجيش السوري.

#### 2 شباط / فبراير
استولى ت قوات المعارضة على منطقة الشيخ سعيد، بالقرب من مدينة حلب، بعد عدة أيام من القتال. وتحتوي المنطقة التي تم الاستيلاء عليها على طريق رئيسي بين مدينة حلب ومطار حلب. وتستخدم القوات الحكومية الطريق من أجل نقل الإمدادات من المطار إلى جنودها في مدينة حلب.
بحلول نهاية اليوم أعلنت لجان التنسيق المحلية عن مقتل 120 شخصا، بينهم 58 في ضواحي دمشق. كما أهمل تقرير لجان التنسيق أي وفاة من الجيش السوري.

#### 3 شباط / فبراير
بحلول نهاية اليوم أعلنت لجان التنسيق المحلية عن مقتل 140 شخصا، بينهم 41 في حلب و 36 في ريف دمشق. كما أهمل تقرير لجان التنسيق أي وفاة من الجيش السوري.

#### 4 شباط / فبراير
أسفر القصف الجوى عن مقتل 16 مواطنا في شقة سكنية في حلب. ومن بين القتلى 10 أشخاص دون سن 18 عاما.
بحلول نهاية اليوم أعلنت لجان التنسيق المحلية أن 111 شخصا قتلوا، من بينهم 41 في ضواحي دمشق. كما أهمل تقرير لجان التنسيق أي وفاة من الجيش السوري.

#### 5 شباط / فبراير
بحلول نهاية اليوم أعلنت لجان التنسيق المحلية أن 113 شخصا قتلوا، من بينهم 41 في حلب، و 41 في ريف دمشق. كما أهمل تقرير لجان التنسيق أي وفاة من الجيش السوري.

#### 6 شباط / فبراير
انفجرت سيارتان مفخختان بالقرب من مبان حكومية في تدمر في محافظة حمص، مما أدى إلى مقتل 12 من أفراد الأمن وجرح 20 آخرين، وفقا لما ذكرته المنظمة السورية لحقوق الإنسان. وأعقبت التفجيرات معارك نارية في المدينة، بين المتمردين والقوات الحكومية، مما أسفر عن مقتل 8 أشخاص آخرين على الأقل.
بحلول نهاية اليومأ علنت لجان التنسيق المحلية أن 162 شخصا قتلوا، من بينهم 77 في ضواحي دمشق. كما أهمل تقرير لجان التنسيق أي وفاة من الجيش السوري.

#### 7 شباط / فبراير
أظهر التلفزيون الإسرائيلي صورا لمجمع البحوث العسكرية في جمرايا، الذي ادعت الحكومة السورية أنه دمر في غارة جوية شنتها القوات الجوية الإسرائيلية في 30 كانون الثاني / يناير. وأظهرت محطة التلفزيون صورة الأقمار الصناعية للموقع من 8 أشهر قبل الغارة الجوية وأخرى اتخذت بعد الغارة الجوية التي يبدو أن تظهر المجمع دون أن يصاب بأذى. ويبدو أن هذا يؤيد الرأي القائل بأن الغارة الجوية أصابت قافلة من الأسلحة لحزب الله، إلا أن إسرائيل رفضت تأكيد الغارة أو رفضها رسميا، على الرغم من الإشارة إليها على نطاق واسع من وزير الدفاع الإسرائيلي إيهود باراك. وبحلول نهاية اليومأ علنت لجان التنسيق المحلية عن مقتل 161 شخصا، بينهم 68 من محافظة حماة، و 33 في ريف دمشق. كما أهمل تقرير لجان التنسيق أي وفاة من الجيش السوري.

#### 8 شباط / فبراير
وسع المتمردون سيطرتهم في دمشق عن طريق اجتياح نقاط التفتيش الرئيسية للجيش السوري على الطريق السريع الرئيسي في دمشق.
بحلول نهاية اليوم أعلنت لجان التنسيق المحلية عن مقتل 121 شخصا، بينهم 42 في ضواحي دمشق. كما أهمل تقرير لجان التنسيق أي وفاة من الجيش السوري.

#### 9 شباط / فبراير
بحلول نهاية اليوم أعلنت لجان التنسيق المحلية عن مقتل 169 شخصا، بينهم 60 في حلب و 57 في ريف دمشق. كما أهمل تقرير لجان التنسيق أي وفاة من الجيش السوري.

#### 10 شباط / فبراير
بحلول نهاية اليوم أعلنت لجان التنسيق المحلية عن مقتل 124 شخصا، بينهم 38 في ضواحي دمشق. كما أهمل تقرير لجان التنسيق أي وفاة من الجيش السوري.

#### 11 شباط / فبراير
استولى المتمردون على مدينة الثورة (الرقة)، واستولوا على سد الفرات بالقرب منها.
بحلول نهاية اليوم أعلنت لجان التنسيق المحلية عن مقتل 109 أشخاص، بينهم 41 في حلب و 33 في ريف دمشق. كما أهمل تقرير لجان التنسيق أي وفاة من الجيش السوري.

#### 12 شباط / فبراير
استولى المتمردون السوريون على قاعدة الجراح الجوية في محافظة حلب.
بحلول نهاية اليوم أعلنت لجان التنسيق المحلية عن مقتل 136 شخصا، بينهم 47 في ريف دمشق. كما أهمل تقرير لجان التنسيق أي وفاة من الجيش السوري.

#### 13 شباط / فبراير
بحلول نهاية اليوم أعلنت لجان التنسيق المحلية عن مقتل 190 شخصا، بينهم 55 في حلب و 37 في ريف دمشق. كما أهمل تقرير لجان التنسيق أي وفاة من الجيش السوري.

#### 14 شباط / فبراير
استولى المتمردون على بلدة الشدادي في محافظة الحسكة.
بحلول نهاية اليوم أعلنت لجان التنسيق المحلية عن مقتل 154 شخصا، بينهم 46 في حلب و 33 في ريف دمشق. كما أهمل تقرير لجان التنسيق أي وفاة من الجيش السوري.

#### 15 شباط / فبراير - جمعة «وكفى بالله نصيرا»[99]
بحلول نهاية اليوم أعلنت لجان التنسيق المحلية عن مقتل 89 شخصا، من بينهم 29 شخصا في ضواحي دمشق. كما أهمل تقرير لجان التنسيق أي وفاة من الجيش السوري.

#### 16 شباط / فبراير
بحلول نهاية اليوم أعلنت لجان التنسيق المحلية عن مقتل 100 شخص، بينهم 27 في حلب و 23 في ريف دمشق. كما أهمل تقرير لجان التنسيق أي وفاة من الجيش السوري.
وفي 16 شباط / فبراير، وصل عدد من السوريين الجرحى إلى مرتفعات الجولان التي تحتلها إسرائيل حيث تلقوا العلاج الطبي لجراحهم ونقل عدد منهم إلى المستشفيات الإسرائيلية. وهذه هي المرة الأولى التي يحاول فيها المواطنون السوريون اللجوء إلى إسرائيل.

#### 18 شباط / فبراير
بحلول نهاية اليوم أعلنت لجان التنسيق المحلية أن 99 شخصا قتلوا، من بينهم 30 في ريف دمشق، و 23 في حلب من صاروخ سكود أطلق على حي جبل بدرو. كما أهمل تقرير لجان التنسيق أي وفاة من الجيش السوري.

#### 19 شباط / فبراير
بحلول نهاية اليوم أعلنت لجان التنسيق المحلية عن مقتل 159 شخصا، من بينهم 60 في ريف دمشق، و 55 في حلب، معظمهم أزيلوا من الحطام بعد سقوط صاروخ سكود على حي جبل بدرو في اليوم السابق. كما أهمل تقرير لجان التنسيق أي وفاة من الجيش السوري.

#### 20 شباط / فبراير
بحلول نهاية اليوم أعلنت لجان التنسيق المحلية عن مقتل 162 شخصا بينهم 96 في ريف دمشق، بينهم 48 شخصا من مجزرة في حي حمورية. كما أهمل تقرير لجان التنسيق أي وفاة من الجيش السوري.

#### 21 شباط / فبراير
بحلول نهاية اليوم أعلنت لجان التنسيق المحلية عن مقتل 210 أشخاص بينهم 103 من دمشق وريفها. كما أهمل تقرير لجان التنسيق أي وفاة من الجيش السوري.

#### 22 فبراير - الجمعة من «الرقة الأبية على طريق الحرية»
بحلول نهاية اليومأ علنت لجان التنسيق المحلية عن مقتل 213 شخصا، بينهم 90 من حلب و 53 في ريف دمشق. كما أهمل تقرير لجان التنسيق أي وفاة من الجيش السوري.
وفي 22 شباط / فبراير، ادعي المتمردون مرة أخرى أنهم كانوا هدفا لهجوم صاروخي آخر. ويقول المتمردون إن ثلاثة صواريخ من نوع سكود هبطت في أحياء الحمراء، وطريق الباب وحى مساكن هنانو في حلب مع 29 قتيلا مؤكدا و 150 جريحا.

#### 23 شباط / فبراير
بحلول نهاية اليوم أعلنت لجان التنسيق المحلية عن مقتل 148 شخصا، منهم 74 في حلب و 40 في ريف دمشق. كما أهمل تقرير لجان التنسيق أي وفاة من الجيش السوري.

#### 24 شباط / فبراير
بحلول نهاية اليوم أعلنت لجان التنسيق المحلية عن مقتل 140 شخصا، بينهم 40 في ضواحي دمشق. كما أهمل تقرير لجان التنسيق أي وفاة من الجيش السوري.

#### 25 شباط / فبراير
بحلول نهاية اليوم أعلنت لجان التنسيق المحلية عن مقتل 135 شخصا، من بينهم 40 في ضواحي دمشق. كما أهمل تقرير لجان التنسيق أي وفاة من الجيش السوري.

#### 26 شباط / فبراير
بحلول نهاية اليوم أعلنت لجان التنسيق المحلية أن 111 شخصا قتلوا، من بينهم 51 في ضواحي دمشق و 50 في حلب. كما أهمل تقرير لجان التنسيق أي وفاة من الجيش السوري.

#### 27 شباط / فبراير
بحلول نهاية اليوم أعلنت لجان التنسيق المحلية أن 210 أشخاص قتلوا، من بينهم 106 في حلب، من بينهم 72 شخصا أعدموا ميدانيا في بلدة بالقرب من صفيرة. 61 قتيلا في ريف دمشق. كما أهمل تقرير لجان التنسيق أي وفاة من الجيش السوري.

#### 28 شباط / فبراير
بحلول نهاية اليوم أعلنت لجان التنسيق المحلية عن مقتل 98 شخصا، بينهم 35 في ريف دمشق، و 33 في حلب. كما أهمل تقرير لجان التنسيق أي وفاة من الجيش السوري.

### آذار / مارس 2013

#### 1 آذار / مارس
بحلول نهاية اليوم أعلنت لجان التنسيق المحلية عن مقتل 125 شخصا، بينهم 55 في حلب، و 45 في ريف دمشق. كما أهمل تقرير لجان التنسيق أي وفاة من الجيش السوري.

#### 2 آذار / مارس
بحلول نهاية اليوم أعلنت لجان التنسيق المحلية عن مقتل 133 شخصا، بينهم 36 في ضواحي دمشق. ووفقا لقوات المعارضة، فإن واحدا من أقدم المعابد اليهودية في العالم، وأقدمها في سوريا، قد دمر من قبل الجيش السوري. ويقع المعبد اليهودي الذي يدعى «كنيس إلياهو النبي» في حي جوبر شمال شرقي دمشق. كما أهمل تقرير لجان التنسيق أي وفاة من الجيش السوري.

#### 3 آذار / مارس
بحلول نهاية اليوم أعلنت لجان التنسيق المحلية أن 154 شخصا قتلوا، من بينهم 44 في ضواحي دمشق. اقتحم مقاتلون مناهضون للأسد سجن مدينة الرقة المركزي، وبعد أن اجتاحت قوات المعارضة مواقع القوات الحكومية في كثير من أماكان عاصمة المحافظة يوم الاثنين، خرجت مجموعة من السكان مبتهجين في الساحة الرئيسية وهدموا تمثال برونزي للأسد الأب الرئيس الراحل حافظ الأسد. كما أهمل تقرير لجان التنسيق أي وفاة من الجيش السوري.

#### 4 آذار / مارس
استولى ت قوات المعارضة على مدينة الرقة، عاصمة محافظة الرقة التي يبلغ عدد سكانها أكثر من 200,000 نسمة. كما أهمل تقرير لجان التنسيق أي وفاة من الجيش السوري.
بحلول نهاية اليوم أعلنت لجان التنسيق المحلية عن مقتل 149 شخصا، بينهم 40 في ضواحي دمشق. كما أهمل تقرير لجان التنسيق أي وفاة من الجيش السوري.

#### 5 آذار / مارس
بحلول نهاية اليوم أعلنت لجان التنسيق المحلية عن مقتل 134 شخصا، بينهم 34 في ريف دمشق. كما أهمل تقرير لجان التنسيق أي وفاة من الجيش السوري.

#### 6 آذار / مارس
اختطفت مجموعة من قوات المعارضة السورية 21 جندى من قوات حفظ السلام الفلبينية التابعة لقوة للأمم المتحدة لمراقبة قرار فض الاشتباك حول مرتفعات الجولان السورية المتنازع عليها بين سوريا وإسرائيل. وفي مقطع فيديو تم تحميله على موقع يوتيوب، أعلنت مجموعة تعرف نفسها باسم «شهداء اليرموك» مسؤوليتها، وقالت إن قوات حفظ السلام ستحتجز حتى تنسحب القوات الحكومية السورية من المنطقة المحيطة بالكامل. ومع ذلك، قال زعيم المعارضة السياسية في وقت لاحق أن قوات حفظ السلام سوف يتم الحفاظ على سلامتهم. وقال إن بعثة الأمم المتحدة كانت معرضة للخطر في المنطقة، التي كانت تخضع لقصف الحكومة السورية، وأن قوات حفظ السلام سيتم الإفراج عنهم عن طريق الصليب الاحمر. وأظهرت لقطات فيديو قوات حفظ السلام، ة قال أحدهم: «نحن هنا في مكان آمن، ونحن هنا لأننا في الوقت الذي كنا نمر فيه أثناء دوريتنا، كانت هناك قصف بالقنابل والمدفعية، ولهذا توقفنا، وأمن لنا الناس المدنيون أماكن آمنة، من أجل سلامتنا، ووزعونا في أماكن مختلفة للحفاظ على سلامتنا، ويعطوننا إقامة جيدة ويعطونا الطعام لتناول الطعام والماء للشرب».
بحلول نهاية اليوم أعلنت لجان التنسيق المحلية عن مقتل 141 شخصا، بينهم 34 في ضواحي دمشق. كما أهمل تقرير لجان التنسيق أي وفاة من الجيش السوري.

#### 7 آذار / مارس
بحلول نهاية اليوم أعلنت لجان التنسيق المحلية عن مقتل 111 شخصا، بينهم 23 في ريف دمشق و 23 في حلب. كما أهمل تقرير لجان التنسيق أي وفاة من الجيش السوري.

#### 8 آذار / مارس - الجمعة من «جمعة المرأة السورية الثائرة»
نظمت الأمم المتحدة إتفاق اإطلاق سراح 21 من قوات حفظ السلام المختطفين، ولكن تم التخلي عن العملية بسبب مخاوف أمنية من جانب الأمم المتحدة.
بحلول نهاية اليوم أعلنت لجان التنسيق المحلية أن 81 شخصا قتلوا، من بينهم 29 شخصا في ضواحي دمشق. كما أهمل تقرير لجان التنسيق أي وفاة من الجيش السوري.

#### 9 آذار / مارس
بحلول نهاية اليوم أعلنت لجان التنسيق المحلية أن 111 شخصا قتلوا، من بينهم 44 في ضواحي دمشق. كما أهمل تقرير لجان التنسيق أي وفاة من الجيش السوري.
تم إطلاق سراح قوات حفظ السلام التابعة للأمم المتحدة من قبل المجموعة العروفة باسم (شهداء اليرموك) وتم تسليمهم إلى السلطات الأردنية، ولم يصب جميع أفراد حفظ السلام بأي أذى.

#### 10 آذار / مارس
بحلول نهاية اليوم أعلنت لجان التنسيق المحلية عن مقتل 125 شخصا، بينهم 46 في ضواحي دمشق. كما أهمل تقرير لجان التنسيق أي وفاة من الجيش السوري.

#### 11 آذار / مارس
بحلول نهاية اليوم أعلنت لجان التنسيق المحلية عن مقتل 121 شخصا، بينهم 36 في ضواحي دمشق. كما أهمل تقرير لجان التنسيق أي وفاة من الجيش السوري.
نجاة الصحفي الأوكراني ريفركوشنيفا من احتجاز المتمردين بعد خمسة أشهر من السجن.

#### 12 آذار / مارس
بحلول نهاية اليوم أعلنت لجان التنسيق المحلية أن 103 أشخاص قتلوا، من بينهم 50 في ضواحي دمشق. كما أهمل تقرير لجان التنسيق أي وفاة من الجيش السوري.

#### 13 آذار / مارس
بحلول نهاية اليوم أعلنت لجان التنسيق المحلية عن مقتل 103 أشخاص، بينهم 38 في ريف دمشق. كما أهمل تقرير لجان التنسيق أي وفاة من الجيش السوري.

#### 14 آذار / مارس
بحلول نهاية اليوم أعلنت لجان التنسيق المحلية عن مقتل 137 شخصا، بينهم 37 في ريف دمشق. كما أهمل تقرير لجان التنسيق أي وفاة من الجيش السوري.

#### 15 آذار / مارس - الذكرى الثانية للثورة[144]
بحلول نهاية اليوم أعلنت لجان التنسيق المحلية عن مقتل 144 شخصا، بينهم 59 في ضواحي دمشق. كما أهمل تقرير لجان التنسيق أي وفاة من الجيش السوري.

#### 16 آذار / مارس
بحلول نهاية اليوم أعلنت لجان التنسيق المحلية عن مقتل 144 شخصا، بينهم 41 في ضواحي دمشق. كما أهمل تقرير لجان التنسيق أي وفاة من الجيش السوري.

#### 17 آذار / مارس
ادعت قوات المعارض أن اللواء محمد خلوف، رئيس قسم اللوجستيات في الجيش السوري، وابنه، قائد لوحدة استطلاع، قد انشقوا.
بحلول نهاية اليوم أعلنت لجان التنسيق المحلية عن مقتل 119 شخصا، بينهم 52 في ريف دمشق. كما أهمل تقرير لجان التنسيق أي وفاة من الجيش السوري.

#### 18 آذار / مارس
قصفت طائرات تابعة لسلاح الجو السوري معقل للمسلحين المشتبه بهم في لبنان للمرة الأولى. كانت هذه هي المرة الأولى التي يقصف فيها سلاح الجو السوري لبنان.
بحلول نهاية اليوم أعلنت لجان التنسيق المحلية عن مقتل 128 شخصا، بينهم 46 في ريف دمشق. كما أهمل تقرير لجان التنسيق أي وفاة من الجيش السوري.

#### 19 آذار / مارس
في 19 آذار / مارس استخدمت الأسلحة الكيميائية، ولا سيما السارين، لأول مرة في الحرب الأهلية السورية (حيث زعم وقوع حوادث سابقة) في الهجوم الكيميائي في خان العسل. وأبلغت وكالة الأنباء السورية (سانا) عن مقتل 25 شخصا في هجوم في خان العسل، محافظة حلب، في حين أن بعض التقارير ذكرت أن عدد الوفيات يبلغ 40 حالة. وصف الغاز المستخدم بأنه «رائحة تشبه الكلور». زعم المتمردون أن صاروخ سكود كان المستخدم في الهجوم. وألقى وزير الإعلام السوري باللوم على المتمردين للهجوم. وقعت الهجمات في قرية كانت في ذلك الوقت من قبل الجيش السوري. ومع ذلك، لاحظ مسؤول في إدارة أوباما في البيت الأبيض أنه «لا توجد أية معلومات تشير إلى أن جماعات المعارضة لديها قدرة على الأسلحة الكيميائية». وقال مسؤولون كبار في المخابرات الأمريكية أن هناك «احتمالا كبيرا» بأن تقوم سوريا بنشر أسلحة كيميائية في الحرب الأهلية الجارية، ولكن هناك حاجة للتحقق النهائي. وفي شريط فيديو وزع على موقع يوتيوب، زعم أن أسلحة كيميائية قد نشرت أيضا في هجوم في عتيبة، بالقرب من دمشق.
بحلول نهاية اليوم أعلنت لجان التنسيق المحلية عن مقتل 131 شخصا، بينهم 46 في ضواحي دمشق. كما أهمل تقرير لجان التنسيق أي وفاة من الجيش السوري.

#### 20 آذار / مارس
بحلول نهاية اليوم أعلنت لجان التنسيق المحلية عن مقتل 140 شخصا، بينهم 57 في ضواحي دمشق. كما أهمل تقرير لجان التنسيق أي وفاة من الجيش السوري.

#### 21 آذار / مارس
وتقول الحكومة السورية إن هجوما بالقنابل في دمشق أسفر عن مقتل 42 شخصا، من بينهم رجل دين سني مؤيد للأسد الشيخ محمد سعيد رمضان البوطي، وجرح 84 شخصا. وطبقا لتقرير جيم موير الذي نشرته شبكة الإذاعة البريطانية (بي بي سي)، فإن الفيديو الذي نشر على شبكة الإنترنت بهدف إظهار انفجار 21 مارس في المسجد «يثير العديد من التساؤلات حول وفاة رجل كان أكثر دراية لمشاهدي التلفزيون السوري من أي شخص آخر غير الرئيس بشار الأسد».
بحلول نهاية اليوم أعلنت لجان التنسيق المحلية عن مقتل 181 شخصا، بينهم 90 في دمشق وضواحيها. كما أهمل تقرير لجان التنسيق أي وفاة من الجيش السوري.

#### 22 آذار / مارس
بحلول نهاية اليوم أعلنت لجان التنسيق المحلية عن مقتل 100 شخص، بينهم 28 في ضواحي دمشق. كما أهمل تقرير لجان التنسيق أي وفاة من الجيش السوري.

#### 23 آذار / مارس
أصيبت سيارة جيب إسرائيلية بنيران طائشة من الجانب الذي تسيطر عليه سوريا من مرتفعات الجولان، ولم تقع إصابات.
بحلول نهاية اليوم أعلنت لجان التنسيق المحلية أن 76 شخصا قتلوا، بينهم 25 في ضواحي دمشق. كما أهمل تقرير لجان التنسيق أي وفاة من الجيش السوري.

#### 24 آذار / مارس
بحلول نهاية اليوم أعلنت لجان التنسيق المحلية عن مقتل 139 شخصا، من بينهم 75 في ضواحي دمشق. كما أهمل تقرير لجان التنسيق أي وفاة من الجيش السوري.

#### 25 آذار / مارس
أصيب رئيس أركان الجيش السورى الحر رياض الأسعد بقنبلة كانت موجهة إلى سيارة كان موجودا فيها.
بحلول نهاية اليوم أعلنت لجان التنسيق المحلية عن عن مقتل 102 شخصا، بينهم 33 في ضواحي دمشق. كما أهمل تقرير لجان التنسيق أي وفاة من الجيش السوري.

#### 26 آذار / مارس
بحلول نهاية اليوم أعلنت لجان التنسيق المحلية عن مقتل 154 شخصا، بينهم 48 في ضواحي دمشق. كما أهمل تقرير لجان التنسيق أي وفاة من الجيش السوري.

#### 27 آذار / مارس
بحلول نهاية اليوم أعلنت لجان التنسيق المحلية أن 104 أشخاص قتلوا، من بينهم 43 في ضواحي دمشق. كما أهمل تقرير لجان التنسيق أي وفاة من الجيش السوري.

#### 28 آذار / مارس
ادعى المتمردون السوريون في بيان أنهم أسقطوا طائرة شحن إيرانية هبطت في مطار دمشق.
بحلول نهاية اليوم أعلنت لجان التنسيق المحلية عن مقتل 141 شخصا، بينهم 51 في دمشق وضواحيها. كما أهمل تقرير لجان التنسيق أي وفاة من الجيش السوري.

#### 29 آذار / مارس
بحلول نهاية اليوم أعلنت لجان التنسيق المحلية عن مقتل 150 شخصا، بينهم 52 في ريف دمشق. كما أهمل تقرير لجان التنسيق أي وفاة من الجيش السوري.

#### 30 آذار / مارس
بحلول نهاية اليوم أعلنت لجان التنسيق المحلية عن مقتل 114 شخصا، بينهم 48 في ضواحي دمشق. كما أهمل تقرير لجان التنسيق أي وفاة من الجيش السوري.

#### 31 آذار / مارس
في محافظة دير الزور تم تدمير ثلاثة آبار نفطية أدت إلى تدمير 52 مترا مكعبا من الغاز الطبيعي و 4670 برميلا من النفط وفقا لوسائل الإعلام الحكومية.
بحلول نهاية اليوم أعلنت لجان التنسيق المحلية أن 146 شخصا قتلوا، من بينهم 97 في ضواحي دمشق. كما أهمل تقرير لجان التنسيق أي وفاة من الجيش السوري.

### نيسان / أبريل 2013

#### 1 نيسان / أبريل
بحلول نهاية اليوم أعلنت لجان التنسيق المحلية عن مقتل 146 شخصا، بينهم 55 في ضواحي دمشق. كما أهمل تقرير لجان التنسيق أي وفاة من الجيش السوري.
مارس كان الشهر الأكثر دموية من الحرب الأهلية السورية مع 6000 حالة وفاة وفقا للمرصد السوري لحقوق الإنسان.

#### 2 نيسان / أبريل
بحلول نهاية اليوم أعلنت لجان التنسيق المحلية عن مقتل 113 شخصا، بينهم 58 في ضواحي دمشق. كما أهمل تقرير لجان التنسيق أي وفاة من الجيش السوري.

#### 3 نيسان / أبريل
بحلول نهاية اليوم أعلنت لجان التنسيق المحلية أن 130 شخصا قتلوا، من بينهم 48 في حلب و 40 في ريف دمشق. كما أهمل تقرير لجان التنسيق أي وفاة من الجيش السوري.

#### 4 نيسان / أبريل
بحلول نهاية اليوم أعلنت لجان التنسيق المحلية عن مقتل 79 شخصا، بينهم 31 في حلب و 21 في ريف دمشق. كما أهمل تقرير لجان التنسيق أي وفاة من الجيش السوري.

#### 5 نيسان / أبريل - «جمعة اللاجئين»
بحلول نهاية اليوم أعلنت لجان التنسيق المحلية أن 83 شخصا قتلوا، من بينهم 48 شخصا في ضواحي دمشق. كما أهمل تقرير لجان التنسيق أي وفاة من الجيش السوري.

#### 6 نيسان / أبريل
أعلنت لجان التنسيق المحلية ان القوات السورية قصفت حي بارازا بدمشق بصواريخ ارض - ارض من نوع توشكا. يأتي الهجوم بعد بضعة أيام من استخدام الصواريخ نفسها على مخيم اليرموك.
بحلول نهاية اليوم أعلنت لجان التنسيق المحلية عن مقتل 116 شخصا، بينهم 37 في حلب و 34 في ريف دمشق. كما أهمل تقرير لجان التنسيق أي وفاة من الجيش السوري.

#### 7 نيسان / أبريل
بحلول نهاية اليوم أعلنت لجان التنسيق المحلية أن 151 شخصا قتلوا، من بينهم 48 في ضواحي دمشق. كما أهمل تقرير لجان التنسيق أي وفاة من الجيش السوري.

#### 8 نيسان / أبريل
بحلول نهاية اليوم أعلنت لجان التنسيق المحلية أن 79 شخصا قتلوا، من بينهم 34 في ضواحي دمشق. كما أهمل تقرير لجان التنسيق أي وفاة من الجيش السوري.

#### 9 نيسان / أبريل
بحلول نهاية اليوم أعلنت لجان التنسيق المحلية أن 113 شخصا قتلوا، بينهم 23 في ضواحي دمشق. كما أهمل تقرير لجان التنسيق أي وفاة من الجيش السوري.

#### 10 نيسان / أبريل
وأفاد نشطاء، من بينهم لجان التنسيق المحلية، بأن الجيش السوري ارتكب مجزرة لما لا يقل عن 42 شخصا في بلدة درمان في درعا.
وبحلول نهاية اليوم أعلنت لجان التنسيق المحلية عن مقتل 154 شخصا، بينهم 63 في محافظة درعا و 44 في ريف دمشق. كما أهمل تقرير لجان التنسيق أي وفاة من الجيش السوري.

#### 11 نيسان / أبريل
بحلول نهاية اليوم أعلنت لجان التنسيق المحلية عن مقتل 149 شخصا، بينهم 41 في حمص. كما أهمل تقرير لجان التنسيق أي وفاة من الجيش السوري.

#### 12 نيسان / أبريل - الجمعة «سوريا أقوى من أن تقسم»[192]
بحلول نهاية اليوم أعلنت لجان التنسيق المحلية عن مقتل 119 شخصا، بينهم 47 في ريف دمشق. كما أهمل تقرير لجان التنسيق أي وفاة من الجيش السوري.

#### 13 نيسان / أبريل
بحلول نهاية اليوم أعلنت لجان التنسيق المحلية عن مقتل 115 شخصا، بينهم 32 في محافظة إدلب. كما أهمل تقرير لجان التنسيق أي وفاة من الجيش السوري.
وفي 13 نيسان / أبريل، أبلغ عن استخدام غاز الأعصاب في الأغلبية الكردية في منطقة الشيخ مقصود في حلب. وذكر طبيب مجهول ان الهجوم يحمل علامات غاز عصبى مما اسفر عن مصرع ثلاثة اشخاص واصابة 12 اخرين. تم استخدام 1500 جرعة من الأتروبين مع إرسال 2000 آخرين من قبل وكالات الإغاثة. الأتروبين هو ترياق معترف به للغازات العصبية.

#### 14 نيسان / أبريل
بحلول نهاية اليوم أعلنت لجان التنسيق المحلية عن مقتل 124 شخصا، بينهم 34 في ضواحي دمشق. كما أهمل تقرير لجان التنسيق أي وفاة من الجيش السوري.

#### 15 نيسان / أبريل
بحلول نهاية اليوم أعلنت لجان التنسيق المحلية أن 75 شخصا قتلوا، من بينهم 47 في ضواحي دمشق. كما أهمل تقرير لجان التنسيق أي وفاة من الجيش السوري.

#### 16 نيسان / أبريل
بحلول نهاية اليوم أعلنت لجان التنسيق المحلية عن مقتل 119 شخصا، بينهم 49 في حلب. كما أهمل تقرير لجان التنسيق أي وفاة من الجيش السوري.
وللمرة الأولى منذ أشهر، دخلت الهدنة في حلب حيز التنفيذ، مما سمح لاعضاء الهلال الأحمر بجمع الجثث من خط المواجهة. تم استعادة بقايا 31 شخصا من الأنقاض.

#### 17 نيسان / أبريل
بحلول نهاية اليوم أعلنت لجان التنسيق المحلية أن 157 مدنيا ومتمردين قتلوا، من بينهم 75 في ضواحي دمشق، معظمها بسبب قصف مدفعي للجيش السوري على منازل مدنية. وقد وثقت لجان التنسيق 296 نقطة تفجير في مختلف المدن والبلدات السورية. وبلغ عدد عمليات القصف التي قامت بها الطائرات الحربية في 16 نقطة في مناطق مختلفة. كما قتل 112 من القوات الموالية للحكومة.

#### 18 نيسان / أبريل
وقد سيطر الجيش الحر على قاعدة الضبعة الجوية بالقرب من مدينة القصير. وفي الوقت نفسه، سيطر الجيش السوري على بلدة أبيل في محافظة حمص. ووصف المتحدث باسم الجيش السوري استيلاء الجيش على البلدة بقوله إنه سيعيق حركات المسلحين بين القصير ومدينة حمص. ووفقا له، فإن الاستيلاء على المطار كان سيخفف من الضغط على المتمردين في المنطقة، ولكن فقدان أبيل جعل الوضع أكثر تعقيدا.
وقال صالح مسلم رئيس حزب الاتحاد الديمقراطي الكردستاني إن موجة من الهجمات التي شنها الجيش السوري على المدن الكردية قد تكون ناجمة عن اتفاقات عدم اعتداء تم التوصل إليها بين الأكراد وبعض الفصائل المعتدلة في قوات المعارضة.
رفض رئيس الوزراء الإسرائيلي بنيامين نتانياهو استبعاد امكانية توفير اسلحة للجماعات المتمردة السورية قائلا ان قرار التدخل في الحرب الاهلية المجاورة هو «سؤال معقد».
بحلول نهاية اليوم أعلنت لجان التنسيق المحلية أن 111 مدنيا ومقاتلين من المتمردين قتلوا على أيدي القوات الحكومية، بما في ذلك 53 مدنيا في ضواحي دمشق. كما أهمل تقرير لجان التنسيق أي وفاة من الجيش السوري.

#### 19 نيسان / أبريل
بحلول نهاية اليوم أعلنت لجان التنسيق المحلية ان 138 مدنيا ومقاتلا من المتمردين لقوا مصرعهم من بينهم 26 طفلا. وقتل معظم القتلى جراء قصف مدفعي للجيش السوري. وقتل 56 من أصل 138 شخصا في ضواحي دمشق. كما أهمل تقرير لجان التنسيق أي وفاة من الجيش السوري.

#### 20 نيسان / أبريل
استولت القوات الحكومية على قرية رضوانية، بالقرب من القصير، مما شدد الحصار على المدينة. وفي الوقت نفسه، كان الجيش السوري يضغط للسيطرة الكاملة على بلدة جديدة الفضل، جنوب غرب دمشق، حيث دخل المتمردون المدينة قبل أربعة أيام. قتل 69 شخصا في معركة استمرت أربعة أيام، ومعظمهم من المتمردين.
بحلول نهاية اليوم أعلنت لجان التنسيق المحلية عن مقتل 82 مدنيا ومقاتلا متمردين، بينهم 28 مدنيا في ريف دمشق. كما أهمل تقرير لجان التنسيق أي وفاة من الجيش السوري.

#### 21 نيسان / أبريل
استولى الجيش السوري على جدیدة الفضل وسط مزاعم المعارضة بارتكاب مجزرة. وقد ذكرت المنظمة السورية لحقوق الإنسان أن 250 شخصا قتلوا منذ بدء معركة جديدة الفضل، قبل خمسة أيام، وتمكنوا من توثيق 80 قتيلا، منهم 19 متمردا. وادعى معارضة أخرى أن عدد القتلى بلغ 450. وأعلنت لجان التنسيق أن 450 شخصا قتلوا في معركة المدينة، 300 منهم مدنيون و 150 متمردا.
وبحلول نهاية اليوم أعلنت لجان التنسيق المحلية عن مقتل 566 شخصا في جميع أنحاء سوريا. كما أهمل تقرير لجان التنسيق أي وفاة من الجيش السوري.

#### 22 نيسان / أبريل
بحلول نهاية اليوم أعلنت لجان التنسيق المحلية عن مقتل 106 أشخاص، بينهم 47 في ريف دمشق. كما أهمل تقرير لجان التنسيق أي وفاة من الجيش السوري.

#### 23 نيسان / أبريل
بحلول نهاية اليوم أعلنت لجان التنسيق المحلية عن مقتل 136 شخصا، بينهم 53 في ضواحي دمشق. كما أهمل تقرير لجان التنسيق أي وفاة من الجيش السوري.

#### 24 نيسان / أبريل
بحلول نهاية اليوم أعلنت لجان التنسيق المحلية عن مقتل 124 شخصا، بينهم 27 في ريف دمشق و 27 في حلب. كما أهمل تقرير لجان التنسيق أي وفاة من الجيش السوري.

#### 25 نيسان / أبريل
بحلول نهاية اليوم أعلنت لجان التنسيق المحلية عن مقتل 124 شخصا، بينهم 51 في ريف دمشق. كما أهمل تقرير لجان التنسيق أي وفاة من الجيش السوري.

#### 26 نيسان / أبريل
بحلول نهاية اليوم أعلنت لجان التنسيق المحلية عن مقتل 139 شخصا، بينهم 29 في ضواحي دمشق. كما أهمل تقرير لجان التنسيق أي وفاة من الجيش السوري.

#### 27 نيسان / أبريل
بحلول نهاية اليوم أعلنت لجان التنسيق المحلية عن مقتل 152 شخصا، بينهم 60 في ضواحي دمشق. كما أهمل تقرير لجان التنسيق أي وفاة من الجيش السوري.

#### 28 نيسان / أبريل
بحلول نهاية اليوم أعلنت لجان التنسيق المحلية عن مقتل 120 شخصا، بينهم 32 في حلب و 21 في ريف دمشق. كما أهمل تقرير لجان التنسيق أي وفاة من الجيش السوري.

#### 29 نيسان / أبريل
أطلق صاروخان أرضيان جو على طائرة نفاثة روسية تابعة لشركة نوردويند إيرلينس. كانت الطائرة تحمل 159 شخصا، أخذ الطيارين عمل مراوغة واستمرت الطائرة حتى نجحت في الهبوط.
بحلول نهاية اليوم أعلنت لجان التنسيق المحلية عن مقتل 119 شخصا، بينهم 36 في ريف دمشق و 34 في حلب. كما أهمل تقرير لجان التنسيق أي وفاة من الجيش السوري.

#### 30 نيسان / أبريل
قنبلة تنفجر في دمشق، مما أسفر عن مقتل 13 شخصا وإصابة 70 آخرين.
بحلول نهاية اليوم أعلنت لجان التنسيق المحلية عن مقتل 173 شخصا بينهم 53 في محافظة حماة و 49 في دمشق وضواحيها. ومن بين القتلى 6 نساء و 9 أطفال و 14 قتيل تحت التعذيب. وقد وثقت لجان التنسيق347 نقطة من القصف المدفعي. كما أهمل تقرير لجان التنسيق أي وفاة من الجيش السوري.